# Ovar (Portugal)
Ovar is een gemeente in het Portugese district Aveiro.
De gemeente heeft een totale oppervlakte van 147 km² en telde 55.198 inwoners in 2001.

## Plaatsen in de gemeente
- Arada
- Cortegaça
- Esmoriz
- Maceda
- Ovar
- São João de Ovar
- São Vicente de Pereira Jusã
- Válega

## Carnaval
Sinds 1952 wordt er bijna jaarlijks een kleurrijk Carnaval georganiseerd dat op veel toeristische aandacht kan rekenen.